# Buddhizmus Óceániában
A buddhizmus Óceániában a kisebbségi vallások közé tartozik.

## Buddhista népesség országonként és területenként
| Ország vagy területek          | Buddhisták aránya |
| ------------------------------ | ----------------- |
| Északi-Mariana-szigetek        | 10,6%             |
| Vanuatu                        | 4%                |
| Nauru                          | 4%                |
| Vanuatu                        | 3%                |
| Ausztrália                     | 2,4%              |
| Új-Zéland                      | 1,5%              |
| Guam                           | 1,1%              |
| Palau                          | 0,8%              |
| Mikronéziai Szövetségi Államok | 0,7%              |
| Tonga                          | 0,4%              |
| Amerikai Szamoa                | 0,5%              |
| Kiribati                       | 0,3%              |

### Ausztrália
Ausztráliában a buddhizmus egy kicsi de növekvő vallás. A 2016-os cenzus szerint az Ausztrál lakosság 2.4%-a vallotta magát buddhistának. Százalék alapján ez a vallás nőtt a legdinamikusabban, ugyanis 1996 után 79%-kal nőtt a buddhistának vallók száma 2001-re. A kereszténység és az iszlám után a buddhizmus a harmadik legfontosabb vallás a kontinensen.

### Új-Zéland
A buddhizmus Új-Zélandon a harmadik legjelentősebb vallás a kereszténység és a hinduizmus után, miután a lakosság 1,5%-a vallja magát buddhistának. A buddhizmust az Ázsiából bevándorló emberek terjesztették el a szigetországban.

### Északi-Mariana-szigetek
A Pew Research Center 2010-es felmérése szerint az Északi-Mariana-szigeteken a lakosság 10.6%-át teszik ki a buddhizmus. A japán megszállás erős hatással volt a lakosságra, amelyben jelentős buddhista közösség alakult ki. Ez a közösség a mai napig fennmaradt.

### Tonga
A buddhizmus iránt elkötelezettek száma 2002 és 2007 között a duplájára nőtt, 0,2%-ról 0,4%-ra.

### Amerikai Szamoa
Egy keresztény adatbázis (World Christian Database) 2010-es becslése szerint az Amerikai Szamoán a buddhiták száma 0,3% volt.

### Vanuatu
A buddhisták becsült aránya a lakosság 4% Vanuatun.

### Guam
A Pew kutatóközpont szerint a lakosság 1,1%-a volt buddhista 2010-ben Guamban.

### Palau
A teljes lakosság 0.8%-át becsülték buddhistának 2010-ben Palaun. A japán uralom idején terjedt el Palaun a buddhizmus mahájána irányzata és a sintó, és ezek szinkretizmusa lett a japán telepesek fő vallása. Azonban a II. világháborús vereséget követően a maradék japán származású lakos többsége átvette a kereszténységet, a többi megőrizte a buddhizmust, de a sintó rítusokat elhagyták.

## Mikronéziai Szövetségi Államok
A Mikronéziai Szövetségi Államokban a lakosság 0,7%-a buddhista. Ezek főleg Pohnpei szigeten találhatók.